# (5028) Halésos
(5028) Halésos, désignation internationale (5028) Halaesus, est un astéroïde troyen jovien.

## Description
(5028) Halésos est un astéroïde troyen jovien, camp grec, c'est-à-dire situé au point de Lagrange L4 du système Soleil-Jupiter. Il présente une orbite caractérisée par un demi-grand axe de 5,262 UA, une excentricité de 0,130 et une inclinaison de 21,5° par rapport à l'écliptique.
Il est nommé en référence au personnage de la mythologie grecque Halésos, acteur du conflit légendaire de la guerre de Troie.

## Compléments